# Marie Kovářová
Marie Kovářová (Luleč, 11 de mayo de 1927 – 4 de enero de 2023) fue una gimnasta artística checoslovaca, campeona olímpica en Londres 1948 en el concurso por equipos.

## Carrera deportiva
En las Olimpiadas celebradas en Londres en 1948 consigue junto con su equipo el oro en el concurso grupal, quedando por delante de las gimnastas húngaras y las estadounidenses, y siendo sus compañeras de equipo: Božena Srncová, Zdeňka Honsová, Miloslava Misáková, Milena Müllerová, Věra Růžičkova, Olga Šilhánová y Zdeňka Veřmiřovská.